# Новиков, Андрей Лаврентьевич
Андрей Лаврентьевич Новиков (09.07.1926, Изобильное, Оренбургская губерния — 05.10.2017) — советский строитель, Герой Социалистического Труда.

## Биография
Родился в 1926 году.
В ноябре 1943 года призван в Красную Армию. С 15 мая 1944 года на фронтах Великой Отечественной войны. Служил в 316-й отдельной разведроте 263-й стрелковой дивизии, был тяжело ранен.
В 1945 году был комиссован, вернулся на родину. Работал в колхозе учётчиком. Позднее уехал в Пермскую область на нефтепромыслы.
С 1949 года работал плотником, бетонщиком, машинистом подъёмного крана на строительстве Волжской ГЭС им. Ленина.
С 1958 по 1959 год работал бригадиром формовщиков комплексной бригады на опытном заводе стройматериалов и конструкций Управления строительством и эксплуатации производственных предприятий (УСЭПП). Его бригада освоила новую технологию изготовления ферм в неразъёмной форме, работала над изготовлением железобетонных конструкций на строительстве АвтоВАЗа, объектов соцкультбыта Тольятти.
Проживал в Тольятти. Умер 5 октября 2017 года в Тольятти Самарской области.

## Награды
- Герой Социалистического Труда (1973, за выдающиеся успехи, достигнутые в строительстве Волжского автозавода и освоении его мощностей);
- Орден Ленина (4.10.1966).
- Орден Ленина (1973).
- Орден Отечественной войны 1 степени (11.03.1985)[2]
- Орден Красной Звезды (24.08.1944)[3]
- «В ознаменование 100-летия со дня рождения Владимира Ильича Ленина» (6 апреля 1970)
- «За победу над Германией в Великой Отечественной войне 1941—1945 гг.» (9.5.1945)
- «20 лет Победы в Великой Отечественной войне 1941—1945 гг.» (7 мая 1965[4])
- «30 лет Победы в Великой Отечественной войне 1941—1945 гг.»[5]
- Медаль «Сорок лет Победы в Великой Отечественной войне 1941—1945 гг.»[6]
- Юбилейная медаль «50 лет Победы в Великой Отечественной войне 1941—1945 гг.»[7]
- «Ветеран труда»
- «30 лет Советской Армии и Флота»[8]
- «40 лет Вооружённых Сил СССР»[9]
- «50 лет Вооружённых Сил СССР» (26 декабря 1967[10])
- «60 лет Вооружённых Сил СССР» (28 января 1978[11])
- Знак «25 лет победы в Великой Отечественной войне» (1970)